# Каунакакаи
Каунакакаи (гав. Kaunakakai) — статистически обособленная местность и крупнейший город на острове Молокаи в округе Мауи (штат Гавайи, США). Является «городом-побратимом» с шотландским Эмбо. Поселение стало известным с выходом в 1930 году песни «The Cockeyed Mayor of Kaunakakai» («пьяный мэр Каунакакаи»), основанной на местной традиции назначения почетного мэра города.

## География
Согласно Бюро переписи населения США статистически обособленная местность Каунакакаи имеет общую площадь 42,6 квадратных километров, из которых 33,2 км2 относится к суше и 9,4 км2 или 22 % — к водным ресурсам.

## Демография
По данным переписи населения за 2000 год в Каунакакаи проживало 2726 человек, насчитывалось 867 домашних хозяйств, 645 семей и 962 жилых дома.
Расовый состав Каунакакаи по данным переписи распределился следующим образом: 8,6 % белых, 5,6 % — чёрных или афроамериканцев, 0,2 % — коренных американцев, 28,8 % — азиатов, 30,7 % — коренных жителей тихоокеанских островов, 31,2 % — представителей смешанных рас, 0,2 % — других народностей. Испаноговорящие составили 0,4 % населения.
Из 867 домашних хозяйств в 35,3 % — воспитывали детей в возрасте до 18 лет, 51,7 % представляли собой совместно проживающие супружеские пары, в 17,5 % семей женщины проживали без мужей, 25,6 % не имели семьи. 22,5 % от общего числа семей на момент переписи жили самостоятельно, при этом 12,1 % составили одинокие пожилые люди в возрасте 65 лет и старше. В среднем домашнее хозяйство ведут 3,13 человек, а средний размер семьи — 3,66 человек.
Население Каунакакаи по возрастному диапазону (данные переписи 2000 года) распределилось следующим образом: 32,2 % — жители младше 18 лет, 8,3 % — между 18 и 24 годами, 22,6 % — от 25 до 44 лет, 21,6 % — от 45 до 64 лет и 15,2 % — в возрасте 65 лет и старше. Средний возраст жителей составил 36 лет. На каждые 100 женщин приходилось 91,8 мужчин, при этом на каждые сто женщин 18 лет и старше приходилось 88,3 мужчин также старше 18 лет.

## Экономика
Средний доход на одно домашнее хозяйство Каунакакаи составил 34 492 долларов США, а средний доход на одну семью — 39 348 доллар. При этом мужчины имели средний доход в 30 543 долларов в год против 22 337 долларов среднегодового дохода у женщин. Доход на душу населения составил 14 201 доллар в год. 15,5 % от всего числа семей в местности и 20,6 % от всей численности населения находилось на момент переписи за чертой бедности, при этом 27,4 % из них были моложе 18 лет и 11,8 % — в возрасте 65 лет и старше.